# Iso Rivolta Fidia
Iso Rivolta Fidia (från början endast S4) var en fyrdörrars personbil från den italienska tillverkaren Iso Rivolta. Modellen byggdes mellan 1967 och 1975 i endast 192 exemplar, ritades av Giorgetto Giugiaro (då vid Ghia) och drevs av en V8-motor från Chevrolet Corvette. Dess främsta konkurrent var Maserati Quattroporte och även andra luxuösa sedaner var bland rivalerna. John Lennon ägde det andra tillverkade exemplaret.